# Mette Baas
Mette Baas (* 10. September 2000 in Lavia) ist eine finnische Leichtathletin, die sich auf den Sprint spezialisiert hat.

## Sportliche Laufbahn
Erste internationale Erfahrungen sammelte Mette Baas im Jahr 2018, als sie bei den U20-Weltmeisterschaften im heimischen Tampere im 400-Meter-Lauf mit 55,42 s in der ersten Runde ausschied und auch mit der finnischen 4-mal-400-Meter-Staffel mit 3:39,58 min nicht das Finale erreichte. 2021 belegte sie bei den U23-Europameisterschaften in Tallinn in 53,26 s den siebten Platz über 400 m und verpasste im Staffelbewerb mit 3:38,83 min den Finaleinzug. Im Jahr darauf schied sie bei den Europameisterschaften in München mit 53,02 s im Vorlauf aus und verpasste auch mit der Staffel mit 3:33,40 min den Finaleinzug. 2023 wurde sie bei der 1. Liga der Team-Europameisterschaft im Zuge der Europaspiele in Chorzów in 52,87 s Vierte im B-Lauf über 400 Meter und gelangte mit der Mixed-Staffel mit 3:27,31 min auf Rang acht im B-Lauf. Im August schied sie bei den Weltmeisterschaften in Budapest mit 52,74 s in der ersten Runde über 400 Meter aus. Im Jahr darauf kam sie bei den Europameisterschaften in Rom mit 52,94 s nicht über den Vorlauf über 400 Meter hinaus und verpasste mit der Staffel mit 3:26,51 min den Finaleinzug. 2025 schied sie bei den Halleneuropameisterschaften in Apeldoorn mit neuem Landesrekord von 52,25 s in der ersten Runde über 400 Meter aus.
In den Jahren 2020 und 2021 sowie 2023 und 2024 wurde Baas finnische Meisterin im 400-Meter-Lauf im Freien. Zudem wurde sie 2021 und 2025 Hallenmeisterin über 400 Meter sowie 2021 auch im 200-Meter-Lauf und 2025 in der 4-mal-200-Meter-Staffel.

## Persönliche Bestleistungen
- 200 Meter: 23,56 s (+1,4 m/s), 17. Juni 2023 in Kuortane
  - 200 Meter (Halle): 23,83 s, 3. Februar 2024 in Jyväskylä
  - 300 Meter (Halle): 37,09 s, 29. Januar 2025 in Jyväskylä (finnischer Rekord)
- 400 Meter: 52,10 s, 24. Mai 2024 in Lahti
  - 400 Meter (Halle): 52,15 s, 7. März 2025 in Apeldoorn (finnischer Rekord)